# Dromaeolus pumilio
Dromaeolus pumilio är en skalbaggsart som beskrevs av Sharp 1908. Dromaeolus pumilio ingår i släktet Dromaeolus och familjen halvknäppare. Inga underarter finns listade i Catalogue of Life.